# 홍경래의 난
홍경래의 난(洪景來ㅡ亂)은 1811년(순조 11년) 음력 12월 18일(양력 1812년 1월 31일)부터 1812년(순조 12년) 5월 29일(음력 4월 19일)까지 홍경래·우군칙 등을 중심으로 평안도에서 일어난 넓은 의미에서의 농민 반란이다.

## 배경
조선 후기 사회·경제적인 역량이 성장함에 따라 여러 사회모순에 대한 저항의 분위기가 확산되어 갔다. 교육 기회가 늘어남에 따라 지식인이 양산되고, 경제력을 바탕으로 무사로서 입신하려는 사람들도 많아짐에 따라 정부에서는 문무 과거의 급제자를 크게 늘렸지만, 종래의 관직 체제와 인재 등용 방식으로는 더 이상 그들을 포섭할 수 없어 불만 세력은 점점 늘어났다. 특히 평안도는 활발한 상업 활동을 바탕으로 빠른 경제 발전과 역동적인 사회상을 보이고 있었으나, 중앙 정치권력으로부터 소외 되었고 지역민에 대한 차별대우가 있었다.

## 원인
표면상 이유로는 조선 시대에 서북인을 일반적으로 문무 고관에 등용하지 않았다는 것으로, 격문에서 홍경래는 “임진왜란 때 재조(再造)의 공이 있었고, 정묘의 변에는 양무공(襄武公, 정봉수의 시호)과 같은 충신이 있었다. 돈암(遯庵, 선우협(鮮于浹: 1588~1653)의 호)·월포(月浦, 홍경우의 호)와 같은 재사가 나도 조정에서 이를 돌보지 않고, 심지어는 권문세가의 노비까지 서북인을 '평안도 놈'이라고 멸시하니 분개하지 않을 수 없다. 국가 완급(緩急)의 경우에는 서북인의 힘을 빌리면서도 400년 동안 조정에서 입은 것이 무엇이냐?”라고 하였다.
조선에서 사실상 서북인을 중요한 자리에 임용하지 않았으나 이것이 정책적인 것은 아닌 듯하다. 선조 때 이이가 서북인의 수재(守宰, 지방관)가 되는 자가 적으므로 지방 인재의 등용을 상책(上策)한 것은 이를 증명한다. 다만 중앙 정계에 진출하지 못하는 서북인의 불평불만을 이용하여 거사의 첫 조건으로 내세워 민심을 얻기로 꾀하였던 것이라고 하겠다.
다른 기록에 보면 사마시에 실패한 뒤 그 급제한 자를 보니 모두 귀족의 자제들이었다. 당시 과거 제도도 크게 부패하여 권문세가의 자제는 무학둔재(無學鈍才)라도 급제의 영예를 차지하고 그렇지 못한 자는 쉽게 성공할 수 없으며, 특히 평안도의 사람들을 제외하고 있으니, 이것이 홍경래로 하여금 개조범상(改造犯上)의 뜻을 굳게 하였다고 하였다.

## 계획
홍경래가 뜻을 결정한 시기는 알 수 없으나, 당시의 국정에 비위가 거슬린 그는 여러 곳을 돌아다니며 각지의 부호·명사들을 농락하면서 기회를 보았을 것이다. 그는 가산(嘉山)에 있는 재략이 풍부하고 풍수복좌를 업으로 하는 우군칙, 가신의 역속(驛屬)이며 졸지의 부호로 무과에 급제한 이희저(李禧著), 문재(文才)가 뛰어난 곽산의 진사 김창시(金昌始) 등을 심복으로 하여 거사에 참여시켰으며, 태천의 김사용(金士用), 곽산의 홍총각, 개천의 이제초(李濟初) 등으로 지휘부를 구성하고 그 밑에 평양의 양시위(楊時緯), 영변의 김운룡(金雲龍) 등을 비롯한 장사들을 모두 선봉장 겸 군사 지도자로 하였다. 이 장사들은 주로 홍경래의 조직활동에 의해 봉기의 인근 지역뿐 아니라 멀리 평안도 남부 및 황해도로부터 모여든 인물들이었으며, 봉기 당시 30∼40명 가량이 적극적으로 항쟁하였다.
박천의 김혜철(金惠哲), 안주의 나대곤(羅大坤) 등 상인들도 아랫사람들을 거느리고 참여하였다. 상인들은 특히 봉기 준비 단계에서 자금을 조달하고 군졸을 모으는 데 절대적인 성과를 올렸다. 주도 세력은 또한 철산의 정경행(鄭敬行), 선천의 유문제(劉文濟) 등 청천강 이북 각처의 권력을 쥐고 있는 명망가들과 행정 실무자들을 포섭하여 내응세력으로 삼았다. 그들은 봉기군을 맞아들이고 자기 지역의 행정을 담당하였다. 가산의 대령강(대령강) 인근 다복동(多福洞)에 비밀 군사 기지를 세워 내응세력을 포섭하고, 거사하기 전부터 이곳에 옮겨와 금광 채굴을 구실로 유민을 꾀어 장정 일꾼을 모아들였다.
이리하여 준비를 하면서 기회를 보다가 1811년(순조 11년)에 종래에 없었던 큰 흉년이 들게 되어 민심이 흉흉한 틈을 타서 궁민(窮民)을 끌어들여 스스로 평서대원수라 칭하고, 우군칙을 참모로 한 본대는 가산·박천을 함락시킨 후 한양으로 남진케 하고, 1대는 김사용을 부원수, 김창시를 참모, 박성간(朴聖幹)을 병참장(兵站長)으로 하여 곽산·정주를 점령하고, 선천의 이서의 여러 고을을 함락시키고, 안주를 공략할 방책으로 거병하였다. 그런데 거병이 막히지 않고 잘 이어갔다.

## 결과
1811년 음력 12월 18일(양력 1812년 1월 31일) 삼경에 이희저의 일대가 가산군 관아를 습격하여 점령하고 난을 일으켰다. 군수 정시(鄭蓍)와 그의 아버지 정노(鄭魯)를 죽이고, 한때 정주성을 중심으로 청천강 이북 지역을 거의 장악하였으나 5개월 만에 평정되었다.
홍경래가 평서대원수로서 본대를 지휘하여 안주군 방면으로 진격하고, 김사용은 부원수로서 의주 방면을 공략하고, 김창시와 우군칙이 모사, 이제초는 북진군 선봉장, 홍총각은 남진군 선봉장, 이희저는 도총(都摠)을 맡았다. 결약을 맺어 서명한 인원에서 자의가 아니었던 자들을 제외하면 봉기 당시 군사 지휘자와 주요 내응자는 약 60명이었던 것으로 추정된다.
일반 군졸은 상인들이 운산의 금광에서 일할 광부들을 구한다는 구실로 임금을 주어 끌어들인 인물들로서, 대개 가산·박천 지역의 땅없는 농민이나 임금노동자들로 구성되었다. 봉기군 본대는 가산군과 박천·태천을 별다른 저항 없이 즉시 점령하였고, 북진군도 곽산·정주를 점령한 후 어려움 없이 선천·철산을 거쳐 이듬해 2월 15일(음력 1월 3일)에는 용천을 점령함으로써 의주를 위협하였다. 점령한 읍에는 해당 지역의 토호·관속을 유진장(留陣將)으로 임명하여 수령을 대신하게 하였고 기존의 행정 체계와 관속을 이용하여 군졸을 징발하고 군량·군비를 조달하였다.
봉기군은 청천강 이북의 여러 읍에서 기세를 올렸으나 요해처인 영변에서 내응세력이 발각되어 처형되고 경계태세가 정비됨으로써 병영이 있는 안주에 병력을 집중할 수 없는 어려움에 빠지고 시간을 지체하게 되었다.
홍경래군은 남하하는 제1관문인 안주를 공략하기 위하여 박천의 송림리(松林里)로 집결하였다. 그러나 안주에는 평안도 병마절도사 이해우(李海愚)와 목사 조종영(趙鍾永)이 필사의 각오로 천여 명의 병사를 모아 2대로 나누어 2월 11일(음력 12월 29일)에 송림리의 홍경래군을 공격하였으며, 곽산 군수 이영식(李永植) 휘하 원군의 도움으로 홍경래군은 대패하여, 정주성으로 들어가 농성하게 되었다.
무자비한 관군의 약탈과 살육이 행해지는 가운데 봉기군 지휘부가 함께 행동하자고 역설하였기 때문에 정주성에는 박천·가산의 일반 농민들도 매우 많이 들어갔다. 북진군 역시 의주의 김견신(金見信)·허항(許沆)이 이끄는 의주 민병대의 반격을 받은 데다 송림 전투에서 승리한 기세를 몰아 진격하는 관군에게 곽산 사송평(四松坪)에서 패전함으로써 군사를 해산하고 주요 인물들은 정주성에 들어갔다.
한편 이 변보가 1812년 2월 2일(1811년 음력 12월 20일) 평양에 전해지자 평안감사 이만수(李晩秀)는 1812년 2월 4일(1811년 음력 12월 22일) 순안의 병사를 안주로 향하게 하고, 다시 열읍(列邑)의 병사를 계속 동원하게 하고, 도내의 곳곳 요새를 굳게 지키게 하며, 만일을 위하여 창의(倡義)의 유생·문사를 모집하여 평양을 방비하게 하고 일부는 출정시켜 안주의 관군에 부속시켰으나 송림리 전투에서 적을 추격·섬멸치 않았다는 이유로 이만수는 파면되었다.
정부에서는 병조참판 정만석(鄭晩錫)으로 양서위무사 겸 감진사(監賑史)에 임명하여 반란지를 위무케 하고, 난군에게 귀순을 권고하였다. 1812년 2월 6일(1811년 음력 12월 24일)에는 순무영을 설치하고, 이요헌(李堯憲)으로 양서순무사에 임명하고, 박기풍(朴基豊)을 중군으로 삼아 서적(西賊) 토벌에 관한 군무를 보게 하고, 1812년 2월 9일(1811년 음력 12월 27일) 선봉대로 한양을 출발했다. 그리고 1812년 2월 13일(음력 1월 3일) 정주성 아래에 도착하였다. 이는 송림리 전투 후 5일 만이다.
이와 전후하여 곽산에서도 관군이 이겨 박천·가산을 회복하였으며, 8읍 중 정주를 제외하고는 모두 회복하였다. 따라서 정주성은 완전히 고립되었으며, 관군은 사방의 의병과 더불어 유리하였다. 홍경래군은 성을 굳게 지키고 여러 번 성 밖으로 돌격하여 나왔으나 성과를 보지 못하고 농성을 계속하였다.
이에 정부군은 땅굴을 파들어가 화약으로 성의 아래를 폭발시키고 성내로 돌입하여 함락시키니 5월 29일(음력 4월 19일)로 농성한 지 100여 일, 거병한 지 5개월 만이었다. 이때 홍경래는 총에 맞아 죽고 우군칙·홍총각 등 다수는 포로가 되어 한양으로 압송된 후 음력 5월에 참형되었다. 이때 2,983명이 체포되어 여자(842명)와 열살 이하의 남자 소년(224명)을 제외한 1,917명이 전원 처형되었다.

## 실패한 이유
홍경래의 난은 많은 준비와 세력을 등에 업은 대규모 반란이었으나, 진행 중 몇 전투에서 패하여 기세가 수그러들자 빠르게 진압되어갔다. 이는 홍경래 세력이 같은 목적으로 이루어진 것이 아닌 각자 다른 이해를 가지고 모여든 세력이었던 것이 이유이다. 처음에 성공을 거두어 기세가 강했을 때는 전력 이탈이 없었으나, 몇 번 실패를 하면서 가능성이 낮아지자 발을 빼려고 하는 사람들이 생겨났기 때문이었다. 게다가 반란군 내부에서 분란도 있었고 도중에 홍경래가 암살 기도를 겪기도 했다.
홍경래의 계획이 일부 어그러진 것 또한 실패를 가져온 원인 중 하나다. 박종일(朴鍾一)로 하여금 한양에서 난을 일으켜 중앙의 혼란을 꾀하였으나 주살되고, 창성(昌成)·강계(江界)·초산(楚山)·위원(渭原) 등지의 포수(砲手)들의 내원을 기대하였으나, 모두 체포되었으며, 점령한 8읍이 함락되어 정주성이 고립되고, 붙들린 포수들이 정주성 공격을 도왔으며, 호병(胡兵, 청나라 군대)을 청하려 하였으나 부하의 번의로 이루지 못하고 말았다.

## 같이 보기
| - 삼정의 문란 - 조선 후기의 농민 반란 - 임술농민봉기 - 제주민란 - 채수영의 난 | - 홍경래 - 채수영 - 김익순 - 김삿갓 |